# Sala escura
Uma sala escura é parte de um centro de telecomunicações (por exemplo, uma agência postal) usada por funcionários do Estado para realizar intercepção clandestina e vigilância das comunicações. Normalmente todas as cartas ou comunicações teriam de passar pela sala escura, antes de ser encaminhado para o destinatário. Essa prática esteve em voga desde a criação das agências postais, e era frequentemente usada na França, pelos ministros de Luís XIII e seus seguidores como cabinet noir (francês para "sala escura").
Em modernos centros de operações de rede, divisores ópticos desviam uma percentagem de luz laser de todos os cabos de fibra ótica, de entrada e saída, para a sala secreta. Um exemplo é a Sala 641A no edifício da SBC Communications, em San Francisco.